# Glaucopsyche iphicles
Glaucopsyche iphicles är en fjärilsart som beskrevs av Otto Staudinger 1886. Glaucopsyche iphicles ingår i släktet Glaucopsyche och familjen juvelvingar. Inga underarter finns listade i Catalogue of Life.